# Verrucidens macrosporus
Verrucidens macrosporus là một loài rêu trong họ Seligeriaceae. Loài này được Reimers mô tả khoa học đầu tiên năm 1936.